# Acronema forrestii
Acronema forrestii är en flockblommig växtart som beskrevs av H.Wolff. Acronema forrestii ingår i släktet Acronema och familjen flockblommiga växter. Inga underarter finns listade i Catalogue of Life.